# Sierra de La Sagra
Sierra de La Sagra este o arie protejată (arie specială de conservare — SAC, sit de importanță comunitară — SCI) din Spania întinsă pe o suprafață de 46.212,81 ha, integral pe uscat.

## Localizare
Centrul sitului Sierra de La Sagra este situat la coordonatele 37°56′58″N 2°31′14″W / 37.9495°N 2.5205°V.

## Înființare
Situl Sierra de La Sagra a fost declarat sit de importanță comunitară în ianuarie 2001 pentru a proteja 2 specii de plante și 36 de specii de animale. Situl a fost protejat și ca arie specială de conservare în martie 2015.

## Biodiversitate
Situată în ecoregiunea mediteraneană, aria protejată conține 21 de habitate naturale: Păduri de pin (sub-) mediteraneene cu pini negri endemici, Păduri de pin mediteraneene cu pini mezogeni endemici, Peșteri inaccesibile publicului, Pajiști alpine și subalpine calcaroase, Tufărișuri termo-mediteraneene și de pre-deșert, Formațiuni stabile xerotermofile de Buxus sempervirens pe pante stâncoase (Berberidion p.p.), Formațiuni ierboase bogate în specii de Nardus, dezvoltate pe substraturi silicioase în zone montane (și în zone submontane, în Europa continentală), Matorral arborescenți cu Juniperus spp., Păduri termofile cu Fraxinus angustifolia, Tufărișuri halo-nitrofile (Pegano-Salsoletea), Păduri iberice de Quercus faginea și Quercus canariensis, Galerii și tufărișuri riverane sudice (Nerio-Tamaricetea și Securinegion tinctoriae), Pseudostepă cu ierburi și specii anuale de Thero-Brachypodietea, Galerii de Salix alba și de Populus alba, Grohotișuri termofile și vest-mediteraneene, Pajiști alpine și boreale, Pajiști umede mediteraneene cu ierburi înalte de Molinio-Holoschoenion, Păduri de Quercus ilex și Quercus rotundifolia, Dehesas cu Quercus spp. perene, Lande oro-mediteraneene cu formațiuni endemice de grozamă, Pante stâncoase calcaroase cu vegetație casmofită.
La baza desemnării sitului se află mai multe specii protejate:
- plante (2): Atropa baetica, Crepis granatensis
- păsări (17): pescăruș albastru (Alcedo atthis), acvilă de munte (Aquila chrysaetos), Aquila fasciata, caprimulg (Caprimulgus europaeus), șerpar (Circaetus gallicus), gușă vânătă (Cyanecula svecica), șoim de iarnă (Falco columbarius), Falco naumanni, șoim călător (Falco peregrinus), zăgan (Gypaetus barbatus), vulturul pleșuv sur (Gyps fulvus), acvilă pitică (Hieraaetus pennatus), gaia neagră (Milvus migrans), gaia roșie (Milvus milvus), vultur egiptean (Neophron percnopterus), viespar (Pernis apivorus), Pterocles orientalis
- amfibieni (1): Discoglossus galganoi
- mamifere (11): liliac cârn (Barbastella barbastellus), vidră de râu (Lutra lutra), Microtus cabrerae, liliac cu aripi lungi (Miniopterus schreibersii), liliac cu urechi mari (Myotis bechsteinii), liliac cu picioare lungi (Myotis capaccinii), liliac cărămiziu (Myotis emarginatus), liliac comun (Myotis myotis), liliacul mediteranean cu potcoavă (Rhinolophus euryale), liliacul mare cu potcoavă (Rhinolophus ferrumequinum), liliacul mic cu potcoavă (Rhinolophus hipposideros)
- nevertebrate (4): Austropotamobius pallipes, fluturele auriu (Euphydryas aurinia), Graellsia isabellae, Polyommatus golgus
- pești (1): Cobitis paludica
- reptile (2): țestoasa de baltă (Emys orbicularis), Mauremys leprosa

Pe lângă speciile protejate, pe teritoriul sitului au mai fost identificate 99 de specii de plante, 2 specii de amfibieni, 2 specii de mamifere, 1 specie de nevertebrate, 1 specie de pești, 4 specii de reptile.